# Enrique Costas Lombardía
Enrique Costas Lombardía (¿? - ) es un economista español, especializado en economía de la salud. 
Enrique Costas fue Vicepresidente de la Comisión de Análisis y Evaluación del Sistema Nacional de Salud (conocida como Comisión Abril), que elaboró en 1991 el Informe Abril, un estudio profundo de la sanidad pública española.
- Datos: Q8776138